# ジョン・ウィリアム・スターリング
ジョン・ウィリアム・スターリング（John William Sterling, 1844年5月12日 - 1918年7月5日）はアメリカ合衆国の企業弁護士、イェール大学へ多額の寄付をした篤志家。コネチカット州ストラトフォード生まれ。

## 略歴
- 1864年、イェール大学卒業
- 1873年、Shearman＆Sterling法律事務所創設
- 1874年、コロンビア大学修士
- 1893年、コロンビア大学LLD
- 1918年、他界と同時に母校イェール大学に＄18Million（2003年の価値で約＄180Million）を寄付。個人からの寄付としては、当時最高金額であった。寄付金は、Sterling Professorship、Sterling Memorial Library、Sterling Law Building、School of Medicine、Sterling Chemistry Laboratory、Sterling Divinity Quadrangle、Trumbull College、Hall of Graduate Studies等に使用された。

| スタブアイコン | サブスタブ | この項目は、まだ閲覧者の調べものの参照としては役立たない、人物に関連した書きかけの項目です。この項目を加筆・訂正などしてくださる協力者を求めています（P:人物伝/PJ:人物伝）。 |